# Bandera de Aldeasoña
La bandera de Aldeasoña es el símbolo más importante de Aldeasoña, municipio de la provincia de Segovia, comunidad autónoma de Castilla y León, en España. 

## Historia
Los colores de la bandera de Aldesoña son los del pendón que siempre han utilizado los vecinos de la localidad como seña de identidad. El pendón se encuentra actualmente depositado en la Iglesia de Santa María Magdalena, sólo es sacado de allí con motivo de procesiones y actos solemnes.

## Descripción
La bandera de Aldeasoña fue oficializada, junto con el escudo de Aldeasoña, en el año 2016, y su composición responde a un conjunto de aspectos representativos del municipio: la franja superior de color rojo representa la pertenencia al Reino de España, la franja de color blanco representa el color blanco de la roca caliza que abunda en la localidad, la franja verde hacer referencia a las frondosas alamedas que rodena el pueblo, y la franja inferior de color rojo representa la pertenencia al Reino de Castilla.